# Боннют
Бонню́т (фр. Bonnut) — коммуна во Франции, находится в регионе Аквитания. Департамент — Атлантические Пиренеи. Входит в состав кантона Арти-э-Пеи-де-Субестр. Округ коммуны — По.
Код INSEE коммуны — 64135.

## География

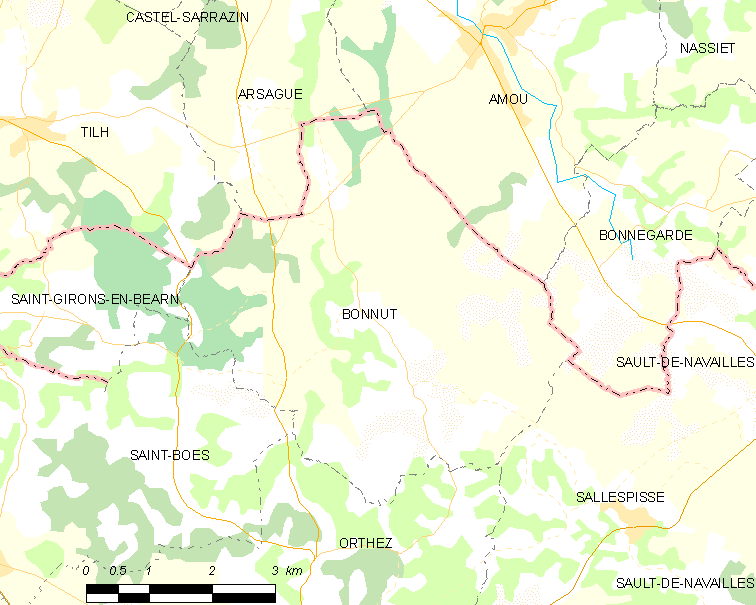
Карта коммуны

Коммуна расположена приблизительно в 640 км к югу от Парижа, в 145 км южнее Бордо, в 45 км к северо-западу от По.

### Климат
Климат тёплый океанический. Зима мягкая, средняя температура января — от +5°С до +13°С, температуры ниже −10 °C бывают редко. Снег выпадает около 15 дней в году с ноября по апрель. Максимальная температура летом порядка 20-30 °C, выше 35 °C бывает очень редко. Количество осадков высокое, порядка 1100 мм в год. Характерна безветренная погода, сильные ветры очень редки.

## Население
Население коммуны на 2010 год составляло 674 человека.
| 1962 | 1968 | 1975 | 1982 | 1990 | 1999 | 2010 |
| ---- | ---- | ---- | ---- | ---- | ---- | ---- |
| 707  | 707  | 715  | 704  | 682  | 667  | 674  |

## Администрация
| Период | Период | Фамилия        | Партия | Примечания |
| ------ | ------ | -------------- | ------ | ---------- |
| 1995   | 2001   | Жан Поэйдаррьё |        |            |
| 2001   | 2014   | Жан Лаказдьё   |        |            |
| 2014   | 2020   | Патрик Тассери |        |            |

## Экономика
В 2010 году среди 408 человек трудоспособного возраста (15-64 лет) 303 были экономически активными, 105 — неактивными (показатель активности — 74,3 %, в 1999 году было 70,7 %). Из 303 активных жителей работали 285 человек (149 мужчин и 136 женщин), безработных было 18 (5 мужчин и 13 женщин). Среди 105 неактивных 32 человека были учениками или студентами, 47 — пенсионерами, 26 были неактивными по другим причинам.